# Afroaeschna
Afroaeschna is een geslacht van echte libellen (Anisoptera) uit de familie van de glazenmakers (Aeshnidae).

## Soorten
- Afroaeschna scotias (Pinhey, 1952)